# Historyczne składy Arsenalu F.C.

## Kadra 1994/95
| Nr | Poz. | Piłkarz          |
| -- | ---- | ---------------- |
| 1  | BR   | David Seaman     |
| 2  | OB   | Lee Dixon        |
| 3  | OB   | Nigel Winterburn |
| 4  | PO   | Paul Davis       |
| 5  | OB   | Andy Linighan    |
| 6  | PO   | Tony Adams       |
| 7  | NA   | Kevin Campbell   |
| 8  | NA   | Ian Wright       |
| 9  | NA   | Alan Smith       |
| 10 | PO   | Paul Merson      |
| 11 | PO   | Eddie McGoldrick |
| 12 | OB   | Steve Bould      |
| 13 | BR   | Vince Bartram    |

| Nr | Poz. | Piłkarz        |
| -- | ---- | -------------- |
| 14 | OB   | Martin Keown   |
| 15 | PO   | Stefan Schwarz |
| 17 | PO   | John Jensen    |
| 18 | PO   | David Hillier  |
| 19 | PO   | Jimmy Carter   |
| 20 | OB   | Pål Lydersen   |
| 21 | OB   | Steve Morrow   |
| 22 | PO   | Ian Selley     |
| 23 | PO   | Ray Parlour    |
| 24 | PO   | Mark Flatts    |
| 25 | OB   | Scott Marshall |
| 26 | BR   | Lee Harper     |
| 27 | NA   | Paul Dickov    |

## Kadra 1995/96
| Nr | Poz. | Piłkarz          |
| -- | ---- | ---------------- |
| 1  | BR   | David Seaman     |
| 2  | OB   | Lee Dixon        |
| 3  | OB   | Nigel Winterburn |
| 5  | OB   | Steve Bould      |
| 6  | PO   | Tony Adams       |
| 7  | PO   | David Platt      |
| 8  | NA   | Ian Wright       |
| 9  | PO   | Paul Merson      |
| 10 | NA   | Dennis Bergkamp  |
| 11 | PO   | Glen Helder      |
| 12 | OB   | Andy Linighan    |
| 13 | BR   | Vince Bartram    |
| 14 | OB   | Martin Keown     |
| 15 | PO   | Ray Parlour      |
| 16 | NA   | John Hartson     |

| Nr | Poz. | Piłkarz          |
| -- | ---- | ---------------- |
| 17 | PO   | David Hillier    |
| 18 | OB   | Steve Morrow     |
| 19 | PO   | John Jensen      |
| 20 | NA   | Chris Kiwomya    |
| 21 | PO   | Eddie McGoldrick |
| 22 | PO   | Ian Selley       |
| 23 | NA   | Paul Dickov      |
| 24 | PO   | Mark Flatts      |
| 25 | OB   | Scott Marshall   |
| 26 | BR   | Lee Harper       |
| 27 | NA   | Paul Shaw        |
| 28 | PO   | Stephen Hughes   |
| 29 | NA   | Adrian Clarke    |
| 30 | OB   | Gavin McGowan    |
| 31 | OB   | Matthew Rose     |

## Kadra 1996/97
| Nr | Poz. | Piłkarz          |
| -- | ---- | ---------------- |
| 1  | BR   | David Seaman     |
| 2  | OB   | Lee Dixon        |
| 3  | OB   | Nigel Winterburn |
| 4  | PO   | Patrick Vieira   |
| 5  | OB   | Steve Bould      |
| 6  | PO   | Tony Adams       |
| 7  | PO   | David Platt      |
| 8  | NA   | Ian Wright       |
| 9  | PO   | Paul Merson      |
| 10 | NA   | Dennis Bergkamp  |
| 11 | PO   | Glen Helder      |
| 12 | OB   | Andy Linighan    |
| 13 | BR   | Vince Bartram    |
| 14 | OB   | Martin Keown     |
| 15 | PO   | Ray Parlour      |
| 16 | NA   | John Hartson     |

| Nr | Poz. | Piłkarz          |
| -- | ---- | ---------------- |
| 17 | PO   | David Hillier    |
| 18 | OB   | Steve Morrow     |
| 19 | PO   | Rémi Garde       |
| 20 | NA   | Chris Kiwomya    |
| 21 | PO   | Eddie McGoldrick |
| 22 | PO   | Ian Selley       |
| 23 | NA   | Paul Dickov      |
| 24 | BR   | John Lukić       |
| 25 | OB   | Scott Marshall   |
| 26 | BR   | Lee Harper       |
| 27 | NA   | Paul Shaw        |
| 28 | PO   | Stephen Hughes   |
| 29 | NA   | Adrian Clarke    |
| 30 | OB   | Gavin McGowan    |
| 31 | OB   | Matthew Rose     |

## Kadra 1997/98
| Nr | Poz. | Piłkarz          |
| -- | ---- | ---------------- |
| 1  | BR   | David Seaman     |
| 2  | OB   | Lee Dixon        |
| 3  | OB   | Nigel Winterburn |
| 4  | PO   | Patrick Vieira   |
| 5  | OB   | Steve Bould      |
| 6  | PO   | Tony Adams       |
| 7  | PO   | David Platt      |
| 8  | NA   | Ian Wright       |
| 9  | NA   | Nicolas Anelka   |
| 10 | NA   | Dennis Bergkamp  |
| 11 | PO   | Marc Overmars    |
| 12 | NA   | Christopher Wreh |
| 13 | BR   | Alex Manninger   |
| 14 | OB   | Martin Keown     |
| 15 | PO   | Ray Parlour      |
| 17 | PO   | Emmanuel Petit   |
| 18 | OB   | Gilles Grimandi  |

| Nr | Poz. | Piłkarz        |
| -- | ---- | -------------- |
| 19 | PO   | Rémi Garde     |
| 20 | OB   | Matthew Upson  |
| 21 | NA   | Luís Boa Morte |
| 22 | PO   | Ian Selley     |
| 23 | PO   | Alberto Mendez |
| 24 | BR   | John Lukić     |
| 25 | OB   | Scott Marshall |
| 26 | BR   | Vince Bartram  |
| 27 | NA   | Paul Shaw      |
| 28 | PO   | Stephen Hughes |
| 29 | PO   | Glenn Helder   |
| 30 | OB   | Gavin McGowan  |
| 31 | NA   | Chris Kiwomya  |
| 32 | NA   | Isaiah Rankin  |
| 33 | PO   | Michael Black  |
| 34 | OB   | Jason Crowe    |

## Kadra 1998/99
| Bramkarze | Bramkarze           |
| --------- | ------------------- |
| 1.        | David Seaman        |
| 13.       | Alexander Manninger |
| 24.       | John Lukić          |
| 36.       | Stuart Taylor       |

| Obrońcy | Obrońcy          |
| ------- | ---------------- |
| 2.      | Lee Dixon        |
| 3.      | Nigel Winterburn |
| 5.      | Steve Bould      |
| 6.      | Tony Adams       |
| 7.      | Nelson Vivas     |
| 14.     | Martin Keown     |
| 18.     | Gilles Grimandi  |
| 20.     | Matthew Upson    |
| 22.     | David Grondin    |
| 29.     | Jason Crowe      |
| 30.     | Ashley Cole      |

| Pomocnicy | Pomocnicy         |
| --------- | ----------------- |
| 4.        | Patrick Vieira    |
| 8.        | Fredrik Ljungberg |
| 11.       | Marc Overmars     |
| 15.       | Ray Parlour       |
| 17.       | Emmanuel Petit    |
| 16.       | Stephen Hughes    |
| 19.       | Rémi Garde        |
| 31.       | Paolo Vernazza    |
| 33.       | Greg Lincoln      |
| ??.       | William Huck      |

| Napastnicy | Napastnicy       |
| ---------- | ---------------- |
| 9.         | Nicolas Anelka   |
| 10.        | Dennis Bergkamp  |
| 21.        | Luís Boa Morte   |
| 25.        | Nwankwo Kanu     |
| 26.        | Fabián Caballero |
| 27.        | Kaba Diawara     |
| 32.        | Ömer Rıza        |
| ??.        | Jermaine Pennant |

## Kadra 1999/00
| Bramkarze | Bramkarze           |
| --------- | ------------------- |
| 1.        | David Seaman        |
| 13.       | Alexander Manninger |
| 24.       | John Lukić          |
| 31.       | Stuart Taylor       |

| Obrońcy | Obrońcy          |
| ------- | ---------------- |
| 2.      | Lee Dixon        |
| 3.      | Nigel Winterburn |
| 5.      | Martin Keown     |
| 6.      | Tony Adams       |
| 16.     | Sylvinho         |
| 18.     | Gilles Grimandi  |
| 20.     | Matthew Upson    |
| 22.     | Ołeh Łużny       |
| 36.     | Brian McGovern   |

| Pomocnicy | Pomocnicy         |
| --------- | ----------------- |
| 4.        | Patrick Vieira    |
| 8.        | Fredrik Ljungberg |
| 15.       | Ray Parlour       |
| 17.       | Emmanuel Petit    |
| 19.       | Stefan Malz       |
| 23.       | Stephen Hughes    |
| 29.       | Jermaine Pennant  |
| 30.       | Paolo Vernazza    |
| 33.       | Tommy Black       |
| 37.       | Greg Lincoln      |

| Napastnicy | Napastnicy       |
| ---------- | ---------------- |
| 9.         | Davor Suker      |
| 10.        | Dennis Bergkamp  |
| 11.        | Marc Overmars    |
| 12.        | Christopher Wreh |
| 14.        | Thierry Henry    |
| 25.        | Nwankwo Kanu     |

## Kadra 2000/01
| Bramkarze | Bramkarze           |
| --------- | ------------------- |
| 1.        | David Seaman        |
| 13.       | Alexander Manninger |
| 24.       | John Lukić          |
| 31.       | Stuart Taylor       |

| Obrońcy | Obrońcy         |
| ------- | --------------- |
| 2.      | Lee Dixon       |
| 3.      | Igors Stepanovs |
| 5.      | Martin Keown    |
| 6.      | Tony Adams      |
| 16.     | Sylvinho        |
| 18.     | Gilles Grimandi |
| 20.     | Matthew Upson   |
| 22.     | Ołeh Łużny      |
| 23.     | Nelson Vivas    |
| 35.     | Moritz Volz     |
| 40.     | Lee Canoville   |
| 49.     | Sebastian Svärd |

| Pomocnicy | Pomocnicy         |
| --------- | ----------------- |
| 4.        | Patrick Vieira    |
| 8.        | Fredrik Ljungberg |
| 12.       | Lauren            |
| 15.       | Ray Parlour       |
| 17.       | Edu               |
| 19.       | Stefan Malz       |
| 29.       | Ashley Cole       |
| 38.       | Alberto Mendez    |
| ??.       | Jermaine Pennant  |

| Napastnicy | Napastnicy         |
| ---------- | ------------------ |
| 7.         | Robert Pires       |
| 10.        | Dennis Bergkamp    |
| 11.        | Sylvain Wiltord    |
| 14.        | Thierry Henry      |
| 21.        | Tomas Danilevičius |
| 25.        | Nwankwo Kanu       |
| 28.        | Graham Barrett     |
| 46.        | Jo Osei Kuffour    |

## Kadra 2001/02
| Bramkarze | Bramkarze      |
| --------- | -------------- |
| 1.        | David Seaman   |
| 24.       | Richard Wright |
| 31.       | Stuart Taylor  |

| Obrońcy | Obrońcy         |
| ------- | --------------- |
| 2.      | Lee Dixon       |
| 3.      | Ashley Cole     |
| 5.      | Martin Keown    |
| 6.      | Tony Adams      |
| 20.     | Matthew Upson   |
| 22.     | Ołeh Łużny      |
| 23.     | Sol Campbell    |
| 26.     | Igors Stepanovs |

| Pomocnicy | Pomocnicy                |
| --------- | ------------------------ |
| 4.        | Patrick Vieira           |
| 7.        | Robert Pires             |
| 8.        | Fredrik Ljungberg        |
| 12.       | Lauren                   |
| 15.       | Ray Parlour              |
| 16.       | Giovanni van Bronckhorst |
| 17.       | Edu                      |
| 18.       | Gilles Grimandi          |
| 19.       | Jun’ichi Inamoto         |
| ??.       | Jermaine Pennant         |

| Napastnicy | Napastnicy      |
| ---------- | --------------- |
| 9.         | Francis Jeffers |
| 10.        | Dennis Bergkamp |
| 11.        | Sylvain Wiltord |
| 14.        | Thierry Henry   |
| 25.        | Nwankwo Kanu    |

## Kadra 2002/03
| Nr | Poz. | Piłkarz                  |
| -- | ---- | ------------------------ |
| 1  | BR   | David Seaman             |
| 3  | OB   | Ashley Cole              |
| 4  | PO   | Patrick Vieira           |
| 5  | OB   | Martin Keown             |
| 7  | PO   | Robert Pirès             |
| 8  | PO   | Fredrik Ljungberg        |
| 9  | NA   | Francis Jeffers          |
| 10 | NA   | Dennis Bergkamp          |
| 11 | NA   | Sylvain Wiltord          |
| 12 | PO   | Lauren                   |
| 13 | BR   | Stuart Taylor            |
| 14 | NA   | Thierry Henry            |
| 15 | PO   | Ray Parlour              |
| 16 | PO   | Giovanni van Bronckhorst |
| 17 | PO   | Edu                      |

| Nr | Poz. | Piłkarz               |
| -- | ---- | --------------------- |
| 18 | OB   | Pascal Cygan          |
| 19 | PO   | Gilberto Silva        |
| 20 | BR   | Guillaume Warmuz      |
| 21 | PO   | Jermaine Pennant      |
| 22 | OB   | Ołeh Łużny            |
| 23 | OB   | Sol Campbell          |
| 24 | BR   | Rami Shaaban          |
| 25 | NA   | Nwankwo Kanu          |
| 26 | OB   | Igors Stepanovs       |
| 27 | OB   | Efstathios Tawlaridis |
| 28 | OB   | Kolo Touré            |
| 30 | NA   | Jérémie Aliadière     |
| 31 | OB   | Sebastian Svärd       |
| 35 | NA   | David Bentley         |
| 40 | OB   | Ryan Garry            |

## Kadra 2003/04
| Nr | Poz. | Piłkarz            |
| -- | ---- | ------------------ |
| 1  | BR   | Jens Lehmann       |
| 3  | OB   | Ashley Cole        |
| 4  | PO   | Patrick Vieira     |
| 5  | OB   | Martin Keown       |
| 7  | PO   | Robert Pirès       |
| 8  | PO   | Fredrik Ljungberg  |
| 9  | NA   | José Antonio Reyes |
| 10 | NA   | Dennis Bergkamp    |
| 11 | NA   | Sylvain Wiltord    |
| 12 | PO   | Lauren             |
| 13 | BR   | Stuart Taylor      |
| 14 | NA   | Thierry Henry      |
| 15 | PO   | Ray Parlour        |
| 17 | PO   | Edu                |

| Nr | Poz. | Piłkarz           |
| -- | ---- | ----------------- |
| 18 | OB   | Pascal Cygan      |
| 19 | PO   | Gilberto Silva    |
| 20 | OB   | Philippe Senderos |
| 21 | PO   | Jermaine Pennant  |
| 22 | OB   | Gaël Clichy       |
| 23 | OB   | Sol Campbell      |
| 25 | NA   | Nwankwo Kanu      |
| 28 | OB   | Kolo Touré        |
| 30 | NA   | Jérémie Aliadière |
| 33 | BR   | Graham Stack      |
| –– | NA   | David Bentley     |
| –– | OB   | Ryan Garry        |
| –– | OB   | John Halls        |

## Kadra 2004/05
| Nr | Poz. | Piłkarz            |
| -- | ---- | ------------------ |
| 1  | BR   | Jens Lehmann       |
| 3  | OB   | Ashley Cole        |
| 4  | PO   | Patrick Vieira     |
| 7  | PO   | Robert Pirès       |
| 8  | PO   | Fredrik Ljungberg  |
| 9  | NA   | José Antonio Reyes |
| 10 | NA   | Dennis Bergkamp    |
| 11 | NA   | Robin van Persie   |
| 12 | PO   | Lauren             |
| 13 | BR   | Stuart Taylor      |
| 14 | NA   | Thierry Henry      |
| 15 | PO   | Cesc Fàbregas      |
| 16 | PO   | Mathieu Flamini    |
| 17 | PO   | Edu                |

| Nr | Poz. | Piłkarz             |
| -- | ---- | ------------------- |
| 18 | OB   | Pascal Cygan        |
| 19 | PO   | Gilberto Silva      |
| 20 | OB   | Philippe Senderos   |
| 22 | OB   | Gaël Clichy         |
| 23 | OB   | Sol Campbell        |
| 24 | BR   | Manuel Almunia      |
| 27 | OB   | Emmanuel Eboué      |
| 28 | OB   | Kolo Touré          |
| 30 | NA   | Jérémie Aliadière   |
| 31 | OB   | Justin Hoyte        |
| 39 | PO   | Sebastian Larsson   |
| 42 | NA   | Quincy Owusu-Abeyie |
| 48 | BR   | Chris Wright        |

## Kadra 2005/06
| Nr | Poz. | Piłkarz            |
| -- | ---- | ------------------ |
| 1  | BR   | Jens Lehmann       |
| 2  | PO   | Abou Diaby         |
| 3  | OB   | Ashley Cole        |
| 7  | PO   | Robert Pirès       |
| 8  | PO   | Fredrik Ljungberg  |
| 9  | NA   | José Antonio Reyes |
| 10 | NA   | Dennis Bergkamp    |
| 11 | NA   | Robin van Persie   |
| 12 | PO   | Lauren             |
| 13 | PO   | Alaksandr Hleb     |
| 14 | NA   | Thierry Henry      |
| 15 | PO   | Cesc Fàbregas      |
| 16 | PO   | Mathieu Flamini    |
| 17 | OB   | Alex Song          |

| Nr | Poz. | Piłkarz           |
| -- | ---- | ----------------- |
| 18 | OB   | Pascal Cygan      |
| 19 | PO   | Gilberto Silva    |
| 20 | OB   | Philippe Senderos |
| 21 | BR   | Mart Poom         |
| 22 | OB   | Gaël Clichy       |
| 23 | OB   | Sol Campbell      |
| 24 | BR   | Manuel Almunia    |
| 25 | NA   | Emmanuel Adebayor |
| 27 | OB   | Emmanuel Eboué    |
| 28 | OB   | Kolo Touré        |
| 29 | PO   | Sebastian Larsson |
| 32 | NA   | Theo Walcott      |
| 36 | OB   | Johan Djourou     |

## Kadra 2006/07
| Nr | Poz. | Piłkarz           |
| -- | ---- | ----------------- |
| 1  | BR   | Jens Lehmann      |
| 2  | PO   | Abou Diaby        |
| 4  | PO   | Cesc Fàbregas     |
| 5  | OB   | Kolo Touré        |
| 6  | OB   | Philippe Senderos |
| 7  | PO   | Tomáš Rosický     |
| 8  | PO   | Fredrik Ljungberg |
| 9  | PO   | Júlio Baptista    |
| 10 | OB   | William Gallas    |
| 11 | NA   | Robin van Persie  |
| 12 | OB   | Lauren            |
| 13 | PO   | Alaksandr Hleb    |
| 14 | NA   | Thierry Henry     |
| 15 | PO   | Denílson          |

| Nr | Poz. | Piłkarz           |
| -- | ---- | ----------------- |
| 16 | PO   | Mathieu Flamini   |
| 17 | PO   | Alex Song         |
| 19 | PO   | Gilberto Silva    |
| 20 | OB   | Johan Djourou     |
| 21 | BR   | Mart Poom         |
| 22 | OB   | Gaël Clichy       |
| 24 | BR   | Manuel Almunia    |
| 25 | NA   | Emmanuel Adebayor |
| 27 | OB   | Emmanuel Eboué    |
| 29 | PO   | Sebastian Larsson |
| 30 | NA   | Jérémie Aliadière |
| 31 | OB   | Justin Hoyte      |
| 32 | NA   | Theo Walcott      |

## Kadra 2007/08
| Nr | Poz. | Piłkarz           |
| -- | ---- | ----------------- |
| 1  | BR   | Jens Lehmann      |
| 2  | PO   | Abou Diaby        |
| 3  | OB   | Bacary Sagna      |
| 4  | PO   | Cesc Fàbregas     |
| 5  | OB   | Kolo Touré        |
| 6  | OB   | Philippe Senderos |
| 7  | PO   | Tomáš Rosický     |
| 8  | PO   | Lassana Diarra    |
| 9  | NA   | Eduardo           |
| 10 | OB   | William Gallas    |
| 11 | NA   | Robin van Persie  |
| 13 | PO   | Alaksandr Hleb    |
| 15 | PO   | Denílson          |

| Nr | Poz. | Piłkarz           |
| -- | ---- | ----------------- |
| 16 | PO   | Mathieu Flamini   |
| 17 | PO   | Alex Song         |
| 19 | PO   | Gilberto Silva    |
| 20 | OB   | Johan Djourou     |
| 21 | BR   | Łukasz Fabiański  |
| 22 | OB   | Gaël Clichy       |
| 24 | BR   | Manuel Almunia    |
| 25 | NA   | Emmanuel Adebayor |
| 26 | NA   | Nicklas Bendtner  |
| 27 | OB   | Emmanuel Eboué    |
| 30 | OB   | Armand Traoré     |
| 31 | OB   | Justin Hoyte      |
| 32 | NA   | Theo Walcott      |

## Kadra 2008/09
| Nr | Poz. | Piłkarz           |
| -- | ---- | ----------------- |
| 1  | BR   | Manuel Almunia    |
| 2  | PO   | Abou Diaby        |
| 3  | OB   | Bacary Sagna      |
| 4  | PO   | Cesc Fàbregas     |
| 5  | OB   | Kolo Touré        |
| 6  | OB   | Philippe Senderos |
| 7  | PO   | Tomáš Rosický     |
| 8  | PO   | Samir Nasri       |
| 9  | NA   | Eduardo           |
| 10 | OB   | William Gallas    |
| 11 | NA   | Robin van Persie  |
| 12 | NA   | Carlos Vela       |
| 14 | NA   | Theo Walcott      |
| 15 | PO   | Denílson          |
| 16 | PO   | Aaron Ramsey      |

| Nr | Poz. | Piłkarz           |
| -- | ---- | ----------------- |
| 17 | OB   | Alex Song         |
| 18 | OB   | Mikaël Silvestre  |
| 19 | PO   | Jack Wilshere     |
| 20 | OB   | Johan Djourou     |
| 21 | BR   | Łukasz Fabiański  |
| 22 | OB   | Gaël Clichy       |
| 23 | PO   | Andriej Arszawin  |
| 24 | BR   | Vito Mannone      |
| 25 | NA   | Emmanuel Adebayor |
| 26 | NA   | Nicklas Bendtner  |
| 27 | PO   | Emmanuel Eboué    |
| 28 | PO   | Amaury Bischoff   |
| 30 | OB   | Armand Traoré     |
| 40 | OB   | Kieran Gibbs      |

## Kadra 2009/10
| Nr | Poz. | Piłkarz                        |
| -- | ---- | ------------------------------ |
| 1  | BR   | Manuel Almunia                 |
| 2  | PO   | Abou Diaby                     |
| 3  | OB   | Bacary Sagna                   |
| 4  | PO   | Cesc Fàbregas (kapitan)        |
| 5  | OB   | Thomas Vermaelen               |
| 6  | OB   | Philippe Senderos              |
| 7  | PO   | Tomáš Rosický                  |
| 8  | PO   | Samir Nasri                    |
| 9  | NA   | Eduardo                        |
| 10 | OB   | William Gallas                 |
| 11 | NA   | Robin van Persie (wicekapitan) |
| 12 | NA   | Carlos Vela                    |
| 14 | NA   | Theo Walcott                   |
| 15 | PO   | Denílson                       |
| 16 | PO   | Aaron Ramsey                   |

| Nr | Poz. | Piłkarz           |
| -- | ---- | ----------------- |
| 17 | OB   | Alex Song         |
| 18 | OB   | Mikaël Silvestre  |
| 19 | PO   | Jack Wilshere     |
| 20 | OB   | Johan Djourou     |
| 21 | BR   | Łukasz Fabiański  |
| 22 | OB   | Gaël Clichy       |
| 23 | PO   | Andriej Arszawin  |
| 24 | BR   | Vito Mannone      |
| 27 | PO   | Emmanuel Eboué    |
| 28 | OB   | Kieran Gibbs      |
| 30 | OB   | Armand Traoré     |
| 31 | OB   | Sol Campbell      |
| 32 | PO   | Fran Mérida       |
| 52 | NA   | Nicklas Bendtner  |
| 53 | BR   | Wojciech Szczęsny |